# František Vnouček (politik)
František Vnouček (16. listopadu 1945 Mrač - 22. května 2008) byl český politik, v letech 1998 až 2002 a opět v letech 2004 až 2007 poslanec Poslanecké sněmovny PČR, v letech 2004 až 2008 zastupitel Středočeského kraje, člen ČSSD.

## Biografie
Vyučil se v Praze v oboru provozní elektromontér a pracoval pak v podniku Stavby silnic a železnic Praha, kde působil po 36 let. Později vystudoval Střední ekonomickou školu v Praze. Byl ženatý, měl dvě děti.
Členem ČSSD byl od roku 1990. K roku 1996 se uvádí profesně jako bezpečnostní technik. K roku 1998 jako referent BOZ, bytem Mrač. V roce 2006 byl místopředsedou Krajského výkonného výboru ČSSD Středočeského kraje a předsedou Okresního výkonného výboru ČSSD Benešov. Zastával i post člena předsednictva ČSSD.
Ve volbách v roce 1998 byl zvolen do poslanecké sněmovny za ČSSD (volební obvod Středočeský kraj). V letech 1998–2000 byl členem sněmovního výboru pro sociální politiku a zdravotnictví, v letech 2000–2002 členem hospodářského výboru. Při hlasování sněmovny o novele volebního zákona patřil mezi několik poslanců ČSSD, kteří v rozporu s většinou strany hlasovali proti. Vedení ČSSD ale oznámilo, že je za to nehodlá nijak penalizovat.
Ve volbách v roce 2002 ale nebyl zvolen. Působil pak jako náměstek ministra pro místní rozvoj a roku 2003 se stal místopředsedou výboru Státního fondu rozvoje bydlení. Do sněmovny ovšem nastoupil dodatečně jako náhradník v červenci 2004 poté, co rezignoval (kvůli zvolení do Evropského parlamentu) poslanec Libor Rouček. Zasedl do výboru pro sociální politiku a zdravotnictví a byl kromě toho i členem výboru petičního. Ve volbách v roce 2006 byl opětovně zvolen poslancem. Stal se členem petičního výboru. V lednu 2007 na poslanecký mandát rezignoval. Rezignace na poslanecký post byla vyvolána jeho zdravotními problémy, které mu neumožňovaly plnou docházku na jednání sněmovny, přičemž ČSSD chtěla před hlasováním o důvěře vládě Mirka Topolánka a dalšími klíčovými hlasováními maximalizovat počet svých hlasujících poslanců. Nahradil ho Zdeněk Kotouš.
V krajských volbách roku 2004 byl zvolen do Zastupitelstva Středočeského kraje za ČSSD. Angažoval se v otázce dopravní infrastruktury, zejména výstavby dálnice D3. Zemřel po dlouhé těžké nemoci v květnu 2008.